# Winfield (Kansas)
Winfield è un comune degli Stati Uniti d'America, situato nello Stato del Kansas, nella Contea di Cowley, della quale è capoluogo.